# アーウィン・ウィンクラー
アーウィン・ウィンクラー（Irwin Winkler, 1931年5月25日 - ）は、アメリカ合衆国の映画プロデューサー、映画監督。

## 略歴
ニューヨーク出身。東欧ユダヤ系。ニューヨーク大学で学ぶ。老舗のウィリアム・モリス・エージェンシーのメールボーイを振り出しに、エージェントとしてロバート・チャートフと知り合う。チャートフ＝ウィンクラー・プロダクションズを設立。『ロッキーシリーズ』のプロデューサーとして知られる。1991年、『真実の瞬間』で映画監督デビュー。

## プロデュース作品
- ひとりぼっちの青春 They Shoot Horses, Don't They? (1969)
- いちご白書 The Strawberry Statement (1970)
- さらば青春の日 Believe in Me (1971)
- メカニック The Mechanic (1972)
- 熱い賭け The Gambler (1974)
- ロッキー Rocky (1976)
- ニッケルオデオン Nickelodeon (1976)
- ニューヨーク・ニューヨーク New York, New York (1977)
- バレンチノ Valentino (1977)
- ロッキー2 Rocky II (1979)
- レイジング・ブル Raging Bull (1980)
- 告白 True Confessions (1981)
- ロッキー3 Rocky III (1982)
- 喝采の陰で Author! Author! (1982)
- ライトスタッフ The Right Stuff (1983)
- ロッキー4/炎の友情 Rocky IV (1985)
- 背信の日々 Betrayed (1988)
- ミュージックボックス Music Box (1989)
- グッドフェローズ Goodfellas (1990)
- ロッキー5/最後のドラマ Rocky V (1990)
- 陪審員 The Juror (1996)
- シッピング・ニュース The Shipping News (2001)
- イナフ Enough (2002)
- 勇者たちの戦場 Home of the Brave (2006)
- ロッキー・ザ・ファイナル Rocky Balboa (2006)
- ブレイクアウト Trespass (2011)
- ウルフ・オブ・ウォールストリート The Wolf of Wall Street (2013)
- ザ・ギャンブラー/熱い賭け The Gambler (2015)
- サバイバー Survivor (2015)
- クリード チャンプを継ぐ男 Creed (2015)
- クリード 炎の宿敵 Creed II (2018)
- クリード 過去の逆襲 Creed III (2023)

## 監督作品
- 真実の瞬間 Guilty by Suspicion  (1991) 脚本も
- ナイト・アンド・ザ・シティ Night and the City (1992)
- ザ・インターネット The Net (1995)
- 海辺の家 Life as a House (2001)
- 五線譜のラブレター De-Lovely (2004)
- 勇者たちの戦場 Home of the Brave (2006) 脚本も